# Temnora sardanus
Temnora sardanus är en fjärilsart som beskrevs av Walker 1856. Temnora sardanus ingår i släktet Temnora och familjen svärmare. Inga underarter finns listade i Catalogue of Life.